# 이셔세기 로베르트
이셔세기 로베르트(헝가리어: Isaszegi Róbert, 1965년 5월 2일~)는 헝가리의 전직 권투 선수이다. 헝가리 국가대표 선수로 활동하여 1988년 하계 올림픽에서 남자 플라이급 동메달을 획득했다. 또한 유럽 선수권 대회에서 은메달 1개, 동메달 1개, 굿윌 게임에서 동메달 1개를 획득했다.